# Канлыбаев, Ораз Мусагалиевич
Ораз Мусагалиевич Канлыбаев (каз. Ораз Мұсағалиұлы Қаңлыбаев; 7 мая 1931, Зайсан, Семипалатинская область, Киргизская АССР, СССР — 5 июля 1978, Алма-Ата, Казахская ССР, СССР) — советский казахский спортсмен, первый Мастер спорта СССР среди казахстанских конькобежцев (1953).

## Биография
Родился в Зайсане (ныне Восточно-Казахстанская область) 7 мая 1931 года.
В 1948—1956 годах выигрывал чемпионаты Казахской ССР по велоспорту и хоккею с мячом. Также занимался лёгкой атлетикой, боксом и волейболом. Однако наибольшую известность Канлыбаеву принёс конькобежный спорт.
С 1948 по 1955 годы 12 раз становился чемпионом Казахской ССР по конькобежному спорту на стайерских дистанциях (5000 и 10 000 метров) и в многоборье. 9 мая 1953 года газета «Советский спорт» поставила спортсмена в таблице 25 сильнейших конькобежцев мира в сезоне 1952—1953 годов на шестую строчку по результатам забегов на 10 000 метров, на 13-ю в большом многоборье и на 22-ю в беге на 500 метров. В 1953 году в составе сборной СССР стал победителем открытого первенства Китая в городе Харбин. В том же году первым из казахстанских конькобежцев получил звание мастера спорта СССР. В 1955 году повторно стал чемпионом открытого первенства Китая.
После завершения карьеры спортсмена Канлыбаев решил заняться тренерской работой. В 1963 году окончил Государственный центральный ордена Ленина институт физической культуры в Москве и был направлен в Республиканский совет Союза спортивных обществ и организаций КазССР на должность старшего тренера по конькобежному спорту. В октябре 1964 года стал старшим тренером конькобежного отделения высшего мастерства, в 1968 и 1972 годах дважды повторно подтверждая категорию. Возглавлял тренерский совет сборной команды Казахской ССР по конькам, одновременно являясь тренером сборной команды СССР.
В 1965—1968 годах тренировал сборную команду Монголии. По возвращении в СССР работал тренером алма-атинского спортивного общества «Динамо». Работал директором республиканской школы высшего спортивного мастерства. В 1970 году стал заместителем председателя Федерации конькобежного спорта Казахской ССР, а также был удостоен звания спортивного судьи всесоюзной категории.
Занимался спортивной журналистикой, поднимая в своих статьях вопросы повышения мастерства спортсменов и благоустройства спортивных сооружений.
Ушёл из жизни после продолжительной болезни 5 июля 1978 года в Алма-Ате.

## Награды
- Орден «Знак Почёта» (27.04.1957) — «за успехи, достигнутые в деле развития массового физкультурного движения в стране, повышения мастерства советских спортсменов, и успешное выступление на международных соревнованиях»

## Семья
Брат — Арыстан, сёстры — Жамал и Диналла.
Был женат, воспитывал сына и дочь.

## Память
С 1995 года в Казахстане проводится республиканский юношеский турнир памяти Ораза Канлыбаева. Мероприятия проходят на катке знаменитого на весь бывший СССР спортивного комплекса «Медеу», однако спортивный обозреватель Урал Каймирасов в 2007 году отмечал недостаточное внимание Федерации конькобежного спорта Казахстана к мемориалу и конькобежному спорту в Алма-Ате вообще.